# دانشگاه لیکلند

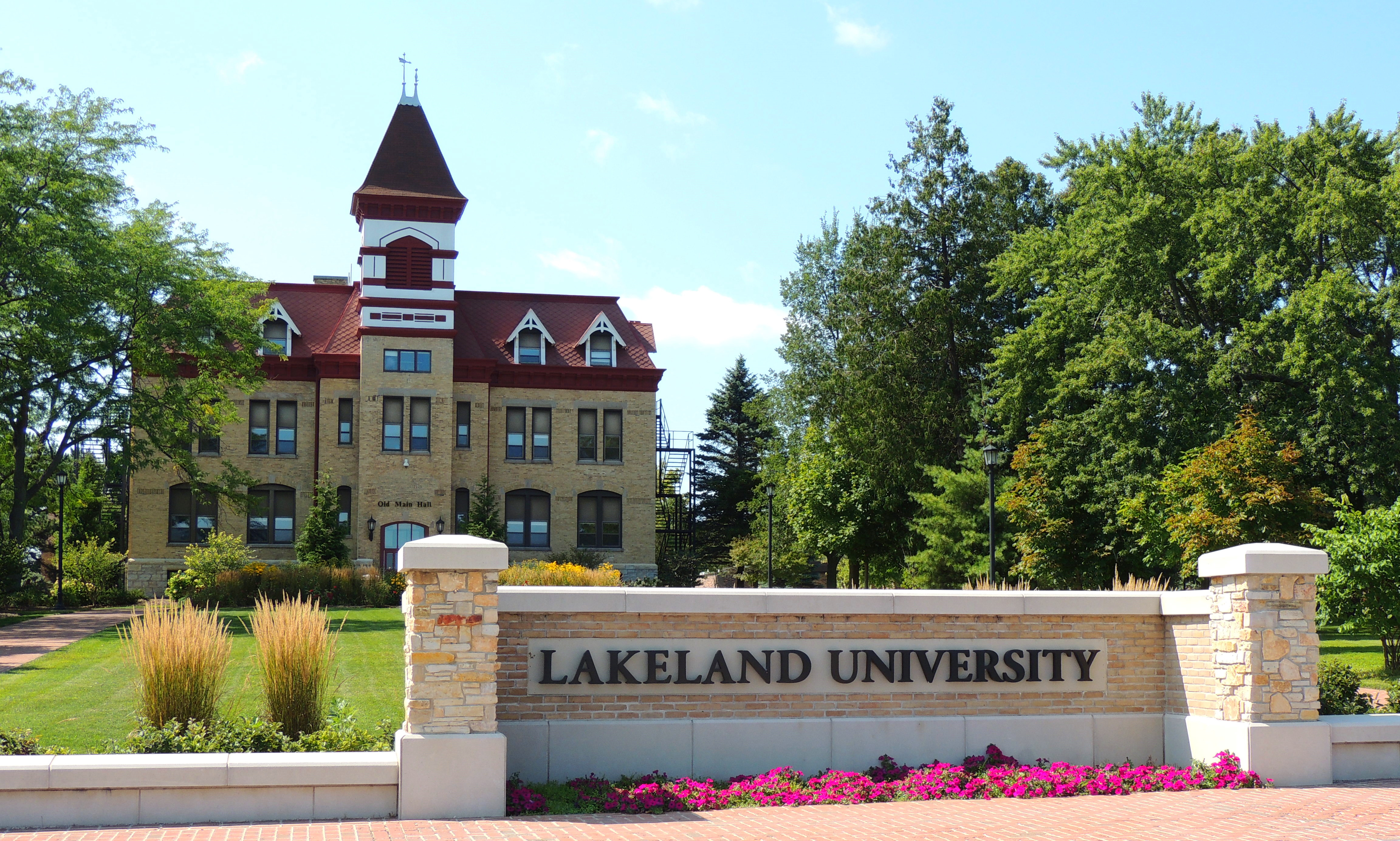

دانشگاه لیکلند یک دانشگاه خصوصی است که پردیس اصلی آن در پلیموث، ویسکانسین است. دانشگاه لیکلند وابسته به کلیسای متحد مسیح است. لیکلند همچنین دارای هفت مرکز حضوری و آنلاین است که در سراسر ایالت ویسکانسین واقع شده‌اند(میلواکی، مدیسون، ویسکانسین راپیدز، چیپوا فالز، نینا، گرین بی، و شبویگان و یک پردیس بین‌المللی چهار ساله در توکیو).